# Do Not Disturb (film 2023)
Do Not Disturb è un film del 2023 diretto da Cem Yılmaz.
Il regista nonché sceneggiatore e protagonista, riprende il personaggio di Ayzek, già presente in Karakomik Filmler: 2 Arada del 2019, alle prese con le difficoltà conseguenti alla pandemia che lo ha costretto a terra dopo aver girato il mondo sulle navi da crociera.

## Trama
Metin, dopo aver lavorato anni come inserviente in una nave da crociera, a causa della pandemia è stato chiuso in casa per circa due anni e ora, alla ricerca di un nuovo lavoro, ha trovato un impiego di una settimana in prova, come portiere di notte in un albergo.
La madre, con cui convive, vorrebbe farlo sposare e lo spinge ad incontrare Suhal, una ragazza che presta servizio in quello stesso albergo, anche lei nei turni di notte.
Metin, che ha dei problemi esistenziali che vince in parte grazie a dei filmati motivazionali che una ragazza di nome Peri pubblica su Instagram, inizia la sua settimana di prova con entusiasmo. Conosce subito Suhal e si sorprende di quanto sia giovane e bella, arrivando subito alla conclusione che lui non ne sia all'altezza che la madre abbia preso un abbaglio. In seguito scopre che la ragazza ha una fortissima zoppìa comprendendo quanto la cosa possa averla limitata. Per altro ha un grande talento artistico che però non può esprimere non avendo la possibilità di studiare.
Due clienti saranno al centro delle vicende della movimentata notte: Bahtiyar e Davut. Il primo è un intellettuale in crisi che proprio questa notte ha deciso di suicidarsi. Dopo due tentativi falliti chiede proprio a Metin di ucciderlo, dietro lauto compenso. Metin sembra accettare ma in realtà ha intenzione di fargli cambiare idea e di chiamare poi la moglie per riportarlo a casa. Come poi avverrà.
Davut è un detenuto uscito di prigione solo grazie al Covid-19. Ha molto denaro con sé e lo utilizza in gran parte per corrompere Metin perché non lo registri e gli permetta di passare la notte lì. Le sue intenzioni diventano chiare la mattina seguente, quando giunge la donna che deve dare il cambio a Metin. Davut, pistola alla mano, spara per ucciderla, ma viene poi fermato e reso inoffensivo dallo stesso Metin che, per questo, gli spara a entrambe le gambe evitando il peggio.
Metin dà tutti i soldi di Davut a Suhal perché possa studiare, quindi arriva la polizia a ristabilire l'ordine.

## Distribuzione
Il film è stato distribuito sulla piattaforma Netflix a partire dal 29 settembre 2023.